# ら

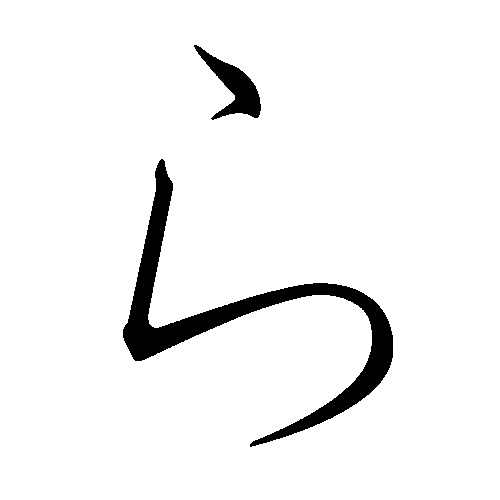
平假名ら（清音）

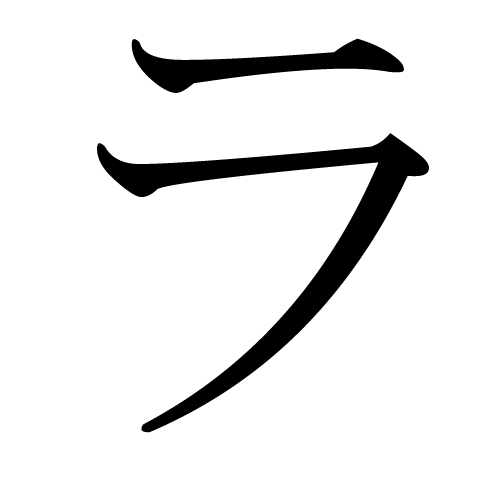
片假名ラ（清音）

平假名ら和片假名ラ是日语的假名之一，由一个音节组成。在日语五十音图中排第9行第1个（ら行あ段）的位置。

## 筆劃順序

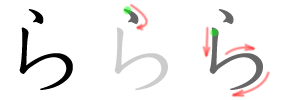
平假名ら的筆劃順序

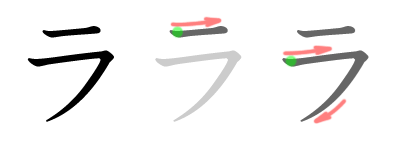
片假名ラ的筆劃順序

## 關於ら和ラ
| 現代日語發音     | 由1個子音和1個母音形成／ɺä／音    |
| 五十音顺序       | 第39位                            |
| 伊吕波顺序       | 第22位，「な」之后、「む」之前    |
| 平假名「ら」字源 | 「良」字的草書。                  |
| 片假名「ラ」字源 | 「良」字上部件的省筆變形。        |
| 日语罗马字       | 平文式罗马字：ra 训令式罗马字：ra |
| 点字：           | \| —— ●－ \|                      |
| 通话表           | 「ラジオのラ」                    |
| 摩尔斯电码       | ・・・                            |
| —— ●－           |                                   |